# Noé Botuli
Noé Botuli (26 juni 2000) is een Belgisch basketballer.

## Carrière
Botuli speelde in de jeugd van United Basket Woluwe, AWBB Academy, Royal IV Brussels en BC Gistel-Oostende. Bij deze laatste twee speelde hij ook mee in de tweede klasse. In 2019 maakte hij de overstap naar Spirou Charleroi waar hij zowel in de eerste ploeg uitkwam als in de tweede ploeg in de tweede klasse. In 2022 maakte hij de overstap naar de Nederlandse eersteklasser BA Limburg waar hij twee seizoenen speelde.
In de zomer van 2024 maakte hij de overstap naar de Franse tweedeklasser Hyères-Toulon Var. In december 2024 keerde hij terug naar de Belgische competitie en tekende bij Okapi Aalst als vervanger van de vertrokken Sigfredo Casero-Ortiz.